# 南あわじ市立賀集小学校
南あわじ市立賀集小学校（みなみあわじしりつ かしゅうしょうがっこう）は、兵庫県南あわじ市賀集にある公立小学校。　

## 沿革
- 1878年(明治11年)7月10日 - 賀集小学校開校。
- 1887年(明治20年)4月1日 - 賀集尋常小学校と改称。
- 1910年(明治43年)6月7日 - 賀集尋常高等小学校と改称。
- 1941年(昭和16年)4月1日 - 賀集国民学校と改称。
- 1947年(昭和22年)4月1日 - 賀集村立賀集小学校と改称。
- 1955年(昭和30年)4月7日 - 町村合併により南淡町立賀集小学校と改称。
- 2005年(平成17年)1月11日 - 南あわじ市の発足により南あわじ市立賀集小学校と改称。

## 通学区域
- 南あわじ市賀集地区[1]

## 進路状況
ほとんどの児童は南あわじ市立南淡中学校へ進学する。

## 著名な出身者
- 村上頌樹（野球選手）

## 通学区域が隣接している学校
- 南あわじ市立北阿万小学校
- 南あわじ市立福良小学校
- 南あわじ市立志知小学校
- 南あわじ市立神代小学校